# Soazig Barthélemy
Pour les articles homonymes, voir Barthélemy.
Soazig Barthélemy, née en 1989, est une entrepreneure sociale française.
En 2013, elle fonde Empow’Her, une association (statut loi 1901) qui accompagne les femmes dans leur parcours entrepreneurial en assurant leur autonomisation sociale et économique.

## Formation
Originaire de Saint-Malo, Soazig Barthélemy obtient en 2013 un « Master in Management » de ESCP Business School.

## Carrière
Soazig Barthélemy travaille comme analyste pour la Société Générale avant de quitter son poste en 2015 pour se consacrer entièrement à son rôle de directrice chez Empow’Her.
Le festival Empow'Her est lancé en 2020 dans le but d'encourager les femmes à entreprendre pour un monde plus durable et inclusif.

## Distinction
En 2017, elle est classée par Forbes sur la liste des 30 entrepreneurs sociaux de moins de 30 ans les plus influents d'Europe. En 2018, l'ONG Empow'Her qu'elle dirige reçoit un des Trophées Europe 1 de l'avenir, le trophée de l'engagement.